# Cantón de Ailly-le-Haut-Clocher
El cantón de Ailly-le-Haut-Clocher era una división administrativa francesa, que estaba situada en el departamento de Somme y la región de Picardía.

## Composición
El cantón estaba formado por veinte comunas:
- Ailly-le-Haut-Clocher
- Brucamps
- Buigny-l'Abbé
- Bussus-Bussuel
- Cocquerel
- Coulonvillers
- Cramont
- Domqueur
- Ergnies
- Francières
- Gorenflos
- Long
- Maison-Roland
- Mesnil-Domqueur
- Mouflers
- Oneux
- Pont-Remy
- Saint-Riquier
- Villers-sous-Ailly
- Yaucourt-Bussus

## Supresión del cantón de Ailly-le-Haut-Clocher
En aplicación del Decreto n.º 2014-263 de 26 de febrero de 2014, el cantón de Ailly-le-Haut-Clocher fue suprimido el 22 de marzo de 2015 y sus 20 comunas pasaron a formar parte del nuevo cantón de Rue.